# 曹炳良
曹炳良（1951年7月—）山东新泰人，中国共产党及中华人民共和国官员。

## 生平
曹炳良是中国共产党党员，河北地质学院经济管理专业毕业，本科学历。1969年入伍，在兰州军区空军工程兵第十二团。1975年，进入基建工程兵水文地质部队第九十二支队（师）。1984年，由部队正团职转业至中华人民共和国地质矿产部任处长。
1989年，任中国老龄问题全国委员会办公室副主任。1992年，任中国老龄问题全国委员会副秘书长、办公室主任。1993年，当选中国老年学学会第二届理事会常务理事。1994年4月，任全国人大《中华人民共和国老年人权益保障法》起草小组成员。1995年3月，当选中国质量协会第六届理事会理事。1996年1月，任中国老龄协会办公室主任。1999年10月，任全国老龄工作委员会联络员、中国老龄协会办公室主任。2001年8月，任全国老龄工作委员会办公室（中国老龄协会）综合部主任。2002年4月，任联合国第二次世界老龄大会中国政府代表团成员。2003年10月，当选中国老龄事业发展基金会第二届理事会常务理事。
2004年1月，任全国老龄工作委员会办公室主任助理、中国老龄协会会长助理。2004年9月，任中国老龄协会副会长。2004年11月，任全国老龄工作委员会办公室副主任、中国老龄协会副会长。2005年4月，任中国榜样公益活动组委会副主任。2006年3月，任《中国老龄事业的发展》（白皮书）起草领导小组组长。2007年5月，任《中华人民共和国老年人权益保障法》修订工作领导小组副组长兼办公室主任。2007年11月，当选中国联合国协会第四届理事会理事。2008年2月，任联合国社会发展委员会第46届大会中国政府代表团顾问。2008年11月，任全国老龄工作委员会办公室党委常委、副主任，中国老龄协会第一副会长，华龄国际培训交流中心理事长。2009年1月，当选中国老龄事业发展基金会第三届理事会理事。2009年2月，任全国老龄工作委员会办公室党组成员、副主任、中国老龄协会第一副会长、华龄国际培训交流中心理事长。2009年3月，任《中华人民共和国老年人权益保障法》立法项目起草工作小组组长。2009年10月，任国家应对人口老龄化战略研究秘书组组长。2010年5月，任全国老龄工作委员会办公室党组成员、副主任、中共全国老龄工作委员会办公室直属机关委员会书记（2010年5月10日由民政部直属机关党委批准任命），中国老龄协会第一副会长、华龄国际培训交流中心理事长。
2011年12月，任中国老龄产业协会副会长。此后兼任国家应对人口老龄化战略研究秘书组组长、华龄国际培训交流中心理事长、中国联合国协会理事、中国老龄事业发展基金会理事、中国榜样公益活动组委会副主任。